# روبير ميرسييه
روبرت ميرسييه (بالفرنسية: Robert Mercier)‏ (14 أكتوبر 1909 - 23 سبتمبر 1958) لاعب كرة قدم فرنسي لاعب لعدة أندية منها اف سي فرنسا ، ار سي باريس، ستاد رين. وهداف الدوري الفرنسي الدرجة الأولى موسم 1932-1933 جنبا إلى جنب مع فالتر كايزر ، كأول هداف برصيد 15 هدفا .

## روابط خارجية
- روبير ميرسييه على موقع قاعدة بيانات كرة القدم.إي يو (الإنجليزية)
- روبير ميرسييه على موقع ناشيونال فوتبول تيمز (الإنجليزية)